# ヒルツェンハイン
ヒルツェンハイン (ドイツ語: Hirzenhain, ドイツ語発音: [ˈhɪrt͜s̩nha͜in]) は、ドイツ連邦共和国ヘッセン州ヴェッテラウ郡に属す町村（以下、本項では便宜上「町」と記述する）である。ニッダー川が町内を流れている。

## 地理
ヒルツェンハインは、フォーゲルスベルク山地西部に位置する。

### 隣接する市町村
ヒルツェンハインは、北はショッテン（フォーゲルスベルク郡）、東はゲーデルン、南はオルテンベルク、西はニッダ（以上、ヴェッテラウ郡）と境を接している。

### 自治体の構成
ヒルツェンハインは、グラスヒュッテン、ヒルツェンハイン、メルケンフリッツ地区から構成されている。グラスヒュッテン地区には編入されたシュトライトハイン集落とイーゲルハウゼン集落が含まれる。

## 歴史
史料における初出は 1330年1月13日である。
森の鍛冶屋とアウグスチノ修道会の設立は1375年である。この修道院は1554年にラテン語学校に改編され、1595年まで存続した。現在は、ヒルツェンハインの後期ゴシック様式の教会が当時をしのばせる。森の鍛冶屋は製鉄所に発展し、1678年にブーデルス家（初めて高炉を建設した）に貸与された。製鉄所は1869年にブーデルス家に買収された。

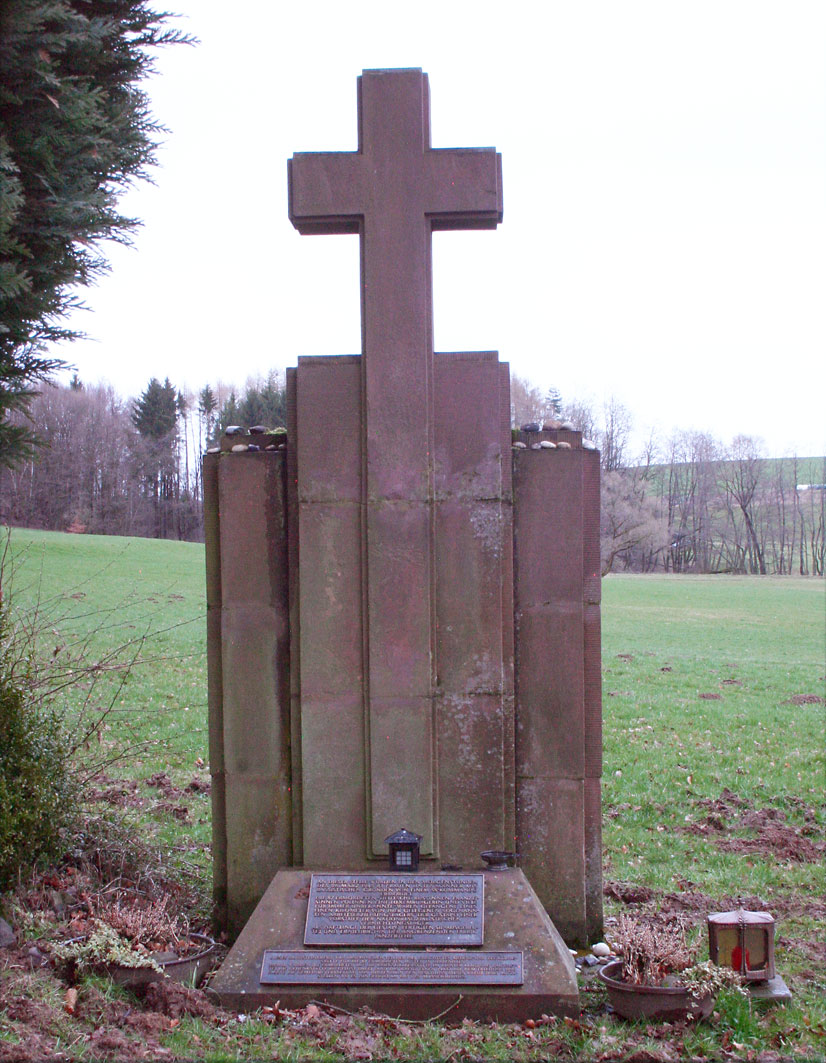
親衛隊による大量殺害を追悼する記念碑

ヒルツェンハインには、フランクフルト＝ヘッデルンハイム労働教育収容所の分所があった。ここでは、強制収容所と同様の条件下でドイツ人および外国人収容者がブロイアー社の工場で労働に従事させられた。終戦目前の1945年3月23日、フランクフルト＝ヘッデルンハイム労働教育収容所から 49人の女性がヒルツェンハイン労働教育収容所に移送された。移送の間に 5人が逃亡した。残った 44人と、さらに別の 37人の女性、それに収容所に収容されていた 6人が、1945年3月26日に親衛隊によって殺害された。彼女らは後にアルンスブルク修道院の戦争犠牲者墓地に葬られた。
ブロイアー社とは別に、この町自体にも1944年7月時点で 23人の強制労働者がいた。このうち 12人がラトヴィア人であった。1945年3月時点の強制労働者は 25人であった

### 市町村合併
1971年10月1日にそれまで独立した町村であったメルケンフリッツが、1972年4月1日にグラスヒュッテンがそれぞれヒルツェンハインに合併した。

## 行政

### 議会
2011年3月27日の選挙以降、ヒルツェンハインの町議会は 15議席で構成されている。

### 旗
ヒルツェンハインの旗は、1969年9月5日にヘッセン内務省から認可された。
黒と黄色に二分割。竿寄りに町の紋章。

## 経済と社会資本

### 地元企業
ヒルツェンハインの経済は、極めて長い間（約 300年にわたると言っても過言ではない）ブーデルス社によっている。このためヒルツェンハインは「工業の町」とも呼ばれる。1950年代から1960年代の最盛期には、ブーデルス AG のヒルツェンハイン支所には約 2,000人の従業員がいた。高額の法人税収入はヒルツェンハインの町に、たとえば大規模な屋外プールなどの社会資本をもたらした。2003年にロベルト・ボッシュ・コンツェルンがブーデルス社を買収した（ボッシュは温熱技術の部門に興味があっただけだったのだが）。そのアクティヴィテーテン鋳造所（インベストメント鋳造、芸術鋳造）は2005年にベンチャー・キャピタル・ファンド SSVP に売却された。2006年に小さな芸術鋳造部門は再びボッシュ・サーモテクニーク GmbH に戻され、温熱技術部門が創設された。ボッシュ・サーモテクニーク GmbH（温熱部門と芸術鋳造部門）から約 55人、ブーデルス・ファイングス・ヘッセン GmbH（現在は PERUSAファンドに属す）から約 100人がここに異動になった。ボッシュ・サーモテクニーク GmbH＝ブーデルス・クンストグスはヒルツェンハインに、芸術鋳造博物館を有している。この博物館は、芸術鋳造所の建物内で独立した運営団体により運営されている。
メルケンフリッツ地区には、障害者のための作業所であるヴェッテラウ郡障害者支援施設 gGmbH がある。

### 交通
オーバーヴァルト鉄道には、ヒルツェンハイン (オーバーヘッセン) 駅があったが、現在は廃止されている。

### レジャー・スポーツ施設
- メルケンフリッツ・メルヘンランド
- フルカン自転車道は、旧オーバーヴァルト鉄道の軌道跡を利用してシュトックハイムからラウターバッハまで結んでおり、ヒルツェンハインを通っている[7]。現在フルカン自転車道は、かつての鉄道跡を通り、フォーゲルスベルク山地を抜けてラーン山地（ドイツ語版、英語版）に至る全長約 25 km のヘッセン・バーンラートヴェーク（バーン自転車道）の一部となっている[8]。
- ヒルツェンハイン自然体験プール

## 文化と見所

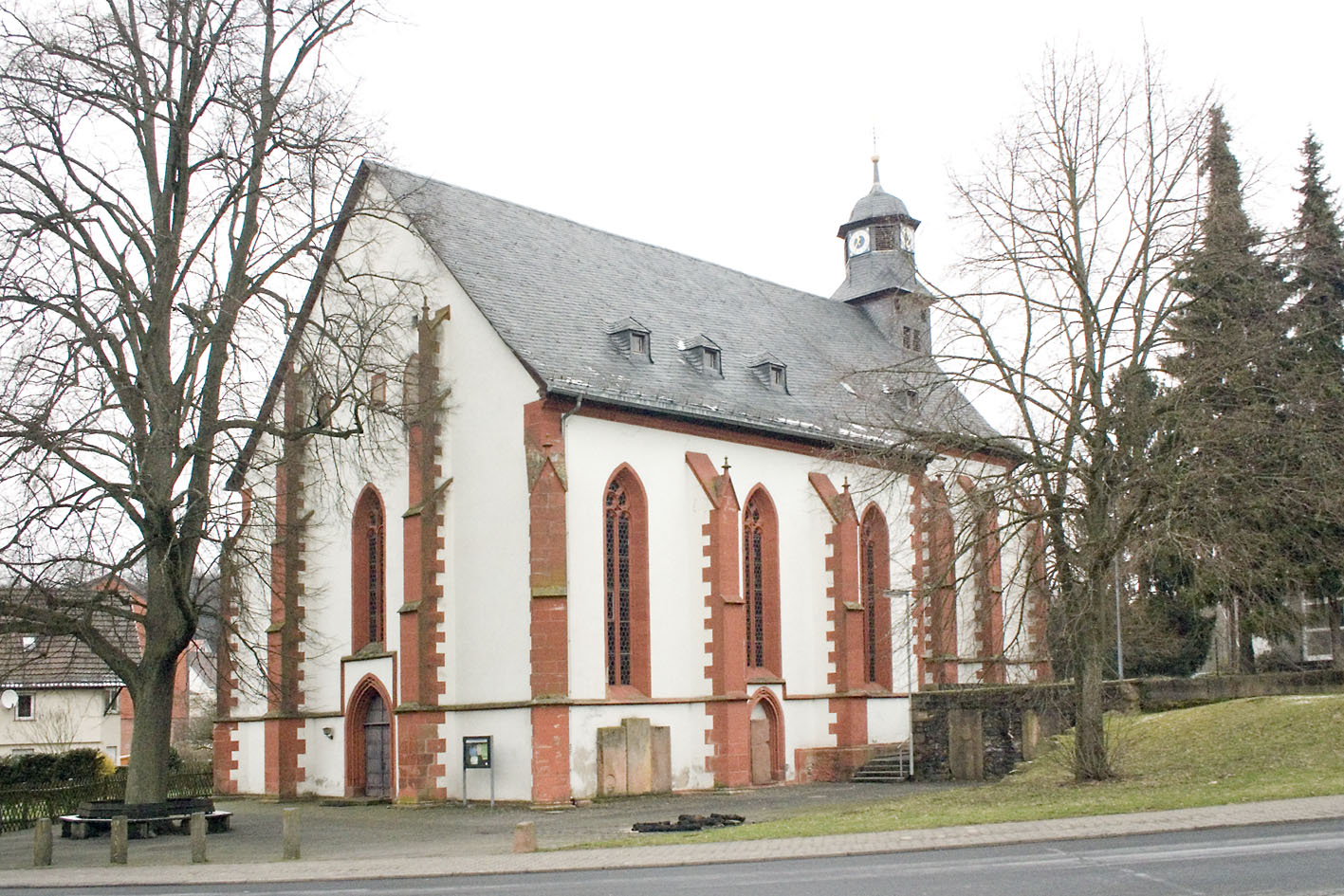
1439年から1534年に建設された後期ゴシック様式の旧アウグスチノ修道院聖マリア教会

### 博物館
- 鉄加工博物館 （日曜日の 10時から12時、13時から16時）

### 建築
- 旧アウグスチノ会修道院教会。この聖堂は、後期ゴシック様式の石工仕事の傑作である[9]。

## 引用
1. ↑  Hessisches Statistisches Landesamt: Bevölkerung in Hessen am 31.12.2023 (Landkreise, kreisfreie Städte und Gemeinden, Einwohnerzahlen auf Grundlage des Zensus 2011)]
2. ↑  Max Mangold, ed (2005). Duden, Aussprachewörterbuch (6 ed.). Dudenverl. p. 405. ISBN 978-3-411-04066-7
3. ↑  文書目録: Battenberg, Isenb. Urk. 1, S. 105 Nr. 383.
4. ↑  Klaus D. Rack, Monica Kingreen, Dirk Richhardt: Fern der Heimat unter Zwang : der „Einsatz fremdländischer Arbeitskräfte“ während des Zweiten Weltkriegs in der Wetterau, Geschichtsverein für Butzbach und Umgebung, Butzbach 2004, S. 112-114, ISBN=3-9802328-8-3
5. ↑  Statistisches Bundesamt (Hrsg.): Historisches Gemeindeverzeichnis für die Bundesrepublik Deutschland. Namens-, Grenz- und Schlüsselnummernänderungen bei Gemeinden, Kreisen und Regierungsbezirken vom 27. 5. 1970 bis 31. 12. 1982. W. Kohlhammer GmbH, Stuttgart und Mainz 1983, ISBN 3-17-003263-1, S. 352 und 353.
6. ↑  ヘッセン州統計局: 2011年3月27日のヒルツェンハイン町議会議員選挙結果（2015年7月19日 閲覧）
7. ↑  Vulkan Radweg（2015年7月19日 閲覧）
8. ↑  BahnRadWeg（2015年7月19日 閲覧）
9. ↑  Evangelische Kirchengemeinde Hirzenhain（2015年7月20日 閲覧）